# NGC 7381
NGC 7381 est une galaxie spirale particulière située dans la constellation du Verseau. Cette galaxie a été découverte par l'astronome américain Francis Leavenworth en 1885. Sa vitesse par rapport au fond diffus cosmologique est de 4 182 ± 24 km/s, ce qui correspond à une distance de Hubble de 61,7 ± 4,3 Mpc (∼201 millions d'al).
La classe de luminosité de NGC 7381 est III-IC et elle présente une large raie HI. Elle renferme également des régions d'hydrogène ionisé.